# (2645) Daphne Plane
(2645) Daphne Plane (1976 QD; 1965 SG) ist ein ungefähr vier Kilometer großer Asteroid des inneren Hauptgürtels, der am 30. August 1976 von der US-amerikanischen Astronomin Eleanor Helin am Palomar-Observatorium etwa 80 Kilometer nordöstlich von San Diego, Kalifornien (IAU-Code 675) entdeckt wurde.

## Benennung
(2645) Daphne Plane wurde nach Daphne Plane benannt, die über 25 Jahre Bibliothekarin der Abteilung für Geologie an der California Institute of Technology und eine langjährige Freundin der Entdeckerin Eleanor Helin war.